# Radu Budișteanu
Radu Budișteanu (n. 1902, Târgu Jiu, Gorj, România – d. 1991) a fost un om politic român, legionar, care a deținut funcția de ministru al Cultelor și Artelor în guvernul Ion Gigurtu în perioada 8 iulie 1940 - 4 septembrie 1940 și în guvernul gen. Ion Antonescu, în perioada 4 septembrie 1940 - 14 septembrie 1940. 

## Biografie
Radu Budișteanu s-a născut pe 10 octombrie 1902 la Târgu Jiu. A urmat studiile secundare la Liceul „Sfântul Sava” din București, unde obține premiul Ligii Culturale pentru cel mai bun elev, fiind totodată ales și Președinte al Asociației Societăților Literare și Științifice a liceelor din capitală. A făcut studii de Drept și doctorat în București. La 21 de ani este avocat în baroul București. A urmat și Facultate de Litere și Filosofie, precum și Teologia. Și-a continuat studiile juridice la Academia de Drept Internațional de la Haga (1926), în 1927 obținând o bursă „Carnegie”, după care a plecat la Paris la Institutul de Înalte Studii Internaționale al Facultății de Drept, luându-și diploma ca șef de promoție. A fost magistrat la Tribunalul București. Devine vice-președinte al Uniunii Internaționale a Avocaților la Congresul de la Paris din anul 1937 și Șef de Cabinet în cadrul Ministerului de Interne.
A fost ales deputat din partea partidului Totul pentru Țară (noua titulatură a Mișcării legionare) la alegerile din 1937. În aprilie 1938, pe timpul dictaturii lui Carol al II-lea, a fost arestat și internat în lagărul de la Miercurea Ciuc, fiind eliberat după doi ani.
În vara lui 1940 este cooptat ca ministru legionar în guvernul Gigurtu, împreună cu Augustin Bidianu și Vasile Noveanu. 
După 23 august 1944 este deținut politic la Uranus, Gherla, Aiud și Sighet, vreme de 20 de ani. La sfârșitul anilor 1970 reușește să emigreze în Germania, reluându-și activitatea politică legionară. 
A colaborat la numeroase reviste și ziare legionare din exil, printre care: Carpații (Madrid), Cetatea Luminii (Brasilia), Curierul (Santa Clara, California), Libertatea (New York), Drum (Pittsburg), ș.a.
A murit pe 27 decembrie 1991 la Frankfurt, Germania., 